# Жмігруд (гміна)
Гміна Жмігруд (пол. Gmina Żmigród) — місько-сільська гміна у південно-західній Польщі. Належить до Тшебницького повіту Нижньосілезького воєводства.
Станом на 31 грудня 2011 у гміні проживало 15016 осіб.

## Площа
Згідно з даними за 2007 рік площа гміни становила 292.14 км², у тому числі:
- орні землі: 56.00%
- ліси: 29.00%

Таким чином, площа гміни становить 28.49% площі повіту.

## Населення
Станом на 31 грудня 2011:
| Опис     | Загалом | Загалом | Чоловіки | Чоловіки | Жінки | Жінки |
| -------- | ------- | ------- | -------- | -------- | ----- | ----- |
| одиниця  | осіб    | %       | осіб     | %        | осіб  | %     |
| все      | 15016   | 100     | 7436     | 49.52    | 7580  | 50.48 |
| міське   | 6554    | 100     | 3210     | 48.98    | 3344  | 51.02 |
| сільське | 8462    | 100     | 4226     | 49.94    | 4236  | 50.06 |

## Сусідні гміни
Гміна Жмігруд межує з такими гмінами: Мілич, Прусіце, Равич, Тшебниця, Вонсош, Вінсько.